# Cartel de los Soles
Der Begriff Cartel de los Soles, auch Cártel de los Soles (deutsch Kartell der Sonnen) wird verwendet, um Gruppen innerhalb der venezolanischen Sicherheitskräfte zu beschreiben, die mit Kokain handeln. In den Hauptzweigen der Streitkräfte – der Armee, der Marine, der Luftwaffe und der Nationalgarde, von der niedrigsten bis zur höchsten Ebene – gibt es Zellen, die im Wesentlichen als Organisationen des Drogenhandels fungieren. Im Gegensatz zu den „klassischen“ Kartellen, wie z. B. dem Medellín-Kartell, Sinaloa-Kartell und dem Cali-Kartell, die alle klar definierte hierarchische Pyramidenstrukturen aufweisen, handelt es sich beim „Kartell der Sonnen“ primär um ein informelles Netzwerk.
Die US-Regierung, die die venezolanische Regierung um Nicolás Maduro beschuldigt, in ein Drogenkartell mit dem Namen Cartel de los Soles verwickelt zu sein, konnte Stand August 2025 kaum stichhaltige Indizien für die Existenz einer solchen Gruppe vorlegen. Experten sagen, es gebe kaum aussagekräftige Fakten. Maduro bzw. die von den USA seit langem mit Sanktionen belegte, und seit 2019 international teilweise isolierte – weil als nicht rechtsmäßig eingestufte – Staatsführung Venezuelas betrachtet das Cartel de los Soles als Erfindung der US-Regierung.

## Geschichte

### Herkunft der Benennung

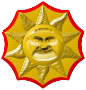
Abbild einer „Sonnen“-Insignie venezolanischer Generäle von der Schulterklappe und Name für das Kartell.

Der Begriff Cartel de los Soles wurde erstmals 1993 verwendet, als zwei Generäle der Nationalgarde, der Anti-Drogen-Chef Ramón Guillén Dávila und sein Nachfolger Orlando Hernández Villegas, u. a. auf Drogenhandel untersucht wurden. Als Brigadekommandanten trug jeder eine einzige Sonne als Abzeichen auf den Schultern, woraus der Name Cartel del Sol entstand. Später wurde der Begriff zum Cartel de los Soles. Seither benutzt die mysteriöse, öffentlich nahezu unbekannte kriminelle Organisation ihren Namen wegen der Schulterklappen der Generäle in ihren Reihen.

### 1990er Jahre
In den 1990er Jahren tauchten Vorwürfe von mit Drogenhändlern verbündeten Truppen der Nationalgarde auf, doch im Allgemeinen bestand dies hauptsächlich darin, Bestechungsgelder anzunehmen und wegzuschauen, während Drogendealer ihre Waren bewegten. Das Kokain lieferten jedoch Kontaktleute der FARC, während das „Kartell der Sonnen“ für den ungehinderten Transport der heißen Ware sorgte. Das Militär hatte keine direkte Verbindung zu Lieferanten und bewegte oder lagerte Kokain größtenteils nicht selbst.

### 2000er Jahre
Mitte der 2000er Jahre wurden Elemente der Nationalgarde und anderer Zweige des Militärs im Drogenhandel viel aktiver. Zellen innerhalb der Sicherheitskräfte begannen, Kokain zu kaufen, zu lagern, zu transportieren und zu verkaufen, während ihre Hauptaufgabe zuvor darin bestand, Geld von Drogenhändlern zu erpressen, die Kokainlieferungen transportierten.
Drei bedeutende Ereignisse trugen zum Anstieg der organisierten Kriminalität in Venezuela bei. Zunächst unterzeichnete Kolumbien mit den Vereinigten Staaten den Sicherheitsplan Kolumbien im Krieg gegen Drogen, der es den kolumbianischen Sicherheitskräften ermöglichte, Guerillagruppen der Revolutionären Streitkräfte Kolumbiens (FARC-EP) und der Nationalen Befreiungsarmee (ELN) unter Druck zu setzen. Dieser militärische Druck zwang die kolumbianischen Guerillas, ihre Operationen in die schlecht bewachten östlichen Grenzregionen zu Venezuela zu verlegen.
Dann ereigneten sich im Jahr 2002 zwei Schlüsselereignisse nacheinander. Das erste war das Ende des Friedensprozesses zwischen der FARC und der Regierung von Kolumbiens Präsident Andrés Pastrana, mit dem die Guerillas ihr riesiges „Heiligtum“ im südlichen Kolumbien überwiegend verloren haben und gezwungen waren andere Schutzräume zu suchen. Der zweite war der Putschversuch, der Venezuelas Präsident Hugo Chávez vorübergehend von der Macht entfernte. Dies veranlasste Chávez, einen Großteil seiner Energie darauf zu konzentrieren, die Putschisten zu identifizieren und zu sanktionieren, während er andere intensive politische Kämpfe wie den Ölstreik 2002–2003 anführte.
Die Folgen des Putsches führten dazu, dass die Regierung von Chávez ihren Vertrauenskreis stärkte, was auch dazu führte, dass loyalen Militärs viele einflussreiche Regierungspositionen oder lukrative Vertragschancen verliehen wurden. Chávez richtete auch Gebiete mit militärischen Operationen entlang der Grenze zu Kolumbien ein und schürte die Angst vor einer US-Invasion. Es wird angenommen, dass zu dieser Zeit Mitglieder der Armee und der Nationalgarde durch Drogenhandel korrumpiert wurden.
Der Begriff Cartel de los Soles trat erst 2004, dank des Journalisten und Stadtrats Mauro Marcano, wieder in den Vordergrund. Bevor er erschossen wurde, beschuldigte er den Brigadekommandeur der Nationalgarde und Geheimdienstdirektor Alexis Maneiro und andere Mitglieder der Nationalgarde mit Verbindungen zum Drogenhandel. Der Fall Marcano deutete auf systematische Korruption in der Nationalgarde hin. Die Regierung unternahm jedoch nur halbherzige Anstrengungen, um seinen Mord zu untersuchen. Gegen Maneiro wurde keine Untersuchung eingeleitet und er wurde in eine weniger exponierte Position verbracht.
Während dieser Zeit gab es jedoch andere Anzeichen dafür, dass der Drogenhandel in Venezuela zunahm. Eine Rekordzahl von Drogenbeschlagnahmungen wurden im Jahr 2004 im Land durchgeführt: 32 Tonnen Kokain und 12 Tonnen Heroin und Marihuana. Die Beteiligung des Militärs an der Erleichterung des Kokainverkehrs wurde ebenfalls im August 2004 untersucht, als mehrere Beamte drei Passagieren (einschließlich eines US-Bürgers) bei einem Drogenkurierflug eine Falle auf dem internationalen Flughafen Caracas stellten. Andere Funktionäre der Nationalgarde wurden in einem separaten Fall festgenommen als sie auf dem internationalen Flughafen Caracas Kokain in einem Privatflugzeug verstauen wollten. Diese Art von Ereignissen hob die Rolle des Militärs beim Drogenhandel und ihre Tendenz hervor, Drogenlieferungen nur dann zu beschlagnahmen, wenn sie die entsprechenden Bestechungsgelder nicht erhalten hatten.
Ein weiteres Ereignis ereignete sich 2005, das weiter zur Stärkung der Netzwerke der organisierten Kriminalität im Land beitrug, als Chávez die US-Drogenvollzugsbehörde (DEA) der Spionage beschuldigte. Damit waren die von den USA finanzierten Antinarcotics-Projekte beendet.

### 2010er Jahre
Andere Vorfälle wie dem eines Drogenflugzeugs im Jahr 2011 erweckten ebenfalls den Eindruck, dass das organisierte Verbrechen auf höchster Ebene der Regierung und der Armee mitschuldig war. Es wurde festgestellt, dass ein kleines Leichtflugzeug, das im Bundesstaat Falcón abgefangen wurde etwa 1.400 Kilo Kokain transportierte und im August 2011 von der Militärbasis La Carlota in Caracas abgehoben hatte. Sprecher der Armee, der Luftwaffe und der Regierung gaben verschiedene Erklärungen zum Vorfall ab.
Ein weiterer Fall, der im September 2013 begann und diesmal eine kommerzielle Fluggesellschaft betraf, führte zur Festnahme von 28 Personen, darunter ein Oberstleutnant und andere Mitglieder der Nationalgarde. Am 10. September 2013 landete ein Flugzeug der Air France in Paris mit 1,3 Tonnen Kokain an Bord, verpackt in 31 Koffern. Das Flugzeug war vom Flughafen Caracas gestartet, der von der Nationalgarde kontrolliert wird.
Im Jahr 2014 erwähnte das OFAC den ehemaligen Geheimdienstchef Hugo Carvajal, der später auf Ersuchen der US-Behörden von Sicherheitskräften in Aruba festgenommen wurde. Nach der Intervention der niederländischen Regierung wurde er jedoch schnell freigelassen.
Diesem Vorfall folgten 2015 weitere Skandale, als Leamsy Salazar, ehemaliger Chef der Sicherheit von Präsident Chávez, den damaligen Präsidenten der Nationalversammlung Diosdado Cabello beschuldigte, einer der Führer des „Kartells der Sonnen“ zu sein. Im August 2016 haben die Vereinigten Staaten Anklage gegen den ehemaligen Generaldirektor der venezolanischen Anti-Drogen-Agentur, Néstor Reverol, und den ehemaligen stellvertretenden Direktor dieser Agentur, Edylberto José Molina, erhoben. Am Tag nach der Veröffentlichung der Vorwürfe ernannte der venezolanische Präsident Nicolás Maduro Reverol zum neuen Innenminister.
Anzumerken ist, dass die Sicherheitskräfte Venezuelas keine vollständig transparenten Untersuchungen zum mutmaßlichen Fehlverhalten von Maneiro, Alcalá und anderen durchgeführt haben, als sie die Gelegenheit dazu hatten. Es sollte auch beachtet werden, dass Venezuela zwar einige niedrigrangige Angehörige der Streitkräfte wegen Drogenverbrechen beschuldigt hat, hochrangige Mitglieder, denen die Beteiligung am Drogenhandel vorgeworfen wird, offenbar offiziellen Schutz erhalten.

### 2020er Jahre
Im Jahr 2025 erhöhten die USA das Kopfgeld auf Maduro von 15 Millionen auf 50 Millionen US-Dollar. Begründet hatte das US-Justizministerium diesen Schritt damit, dass Maduro das Cartel de los Soles anführen soll. Noch im selben Monat ließ US-Präsident Donald Trump Kriegsschiffe vor die Küste Venezuelas verlegen bzw. eine Seeblockade einrichten. Die Verlegung wurde vonseiten der US-Regierung sowohl mit der nicht enden wollenden Opoid-Epidemie in den USA als auch mit dem Kampf gegen Lateinamerikanische Drogenkartelle begründet. Trumps Regierungssprecherin Karoline Leavitt bezichtigte Maduro, die Vereinigten Staaten mit Drogen zu fluten. Die Blockade wird von Beobachtern als Versuch gewertet, Machthaber Maduro indirekt zu stürzen.
Siehe auch: Beziehungen zwischen Venezuela und den Vereinigten Staaten

### Sanktionen der USA
Eines der klarsten Anzeichen dafür, dass hochrangige Beamte der Sicherheitskräfte an der organisierten Kriminalität beteiligt waren, war 2008, als das OFAC Sanktionen gegen folgende Personen ankündigte:
- Hugo Carvajal, damals Direktor des militärischen Geheimdienstes.
- Henry de Jesús Rangel Silva, den Chávez im Januar 2012 zum Befehlshaber der Streitkräfte und zum Verteidigungsminister ernannt hat.
- Ramón Emilio Rodríguez Chacín, ehemaliger Minister für Inneres und Justiz.
- Cliver Alcalá Cordones, später zum Leiter der strategischen integralen Verteidigungsregion der Armee in Guyana (REDI Guyana) ernannt.
- Kongressabgeordneter Freddy Alirio Bernal Rosales, ehemaliger Bürgermeister von Caracas.
- Geheimdienstoffizier Ramón Isidro Madriz Moreno.
- Amílcar Jesús Figueroa Salazar, ein Politiker, der als „Waffenhändler der FARC und Hauptansprechpartner der in Venezuela ansässigen FARC-Führer“ bezeichnet wird.

### Kopfgeld der US-Regierung
Im März 2020 klagten die USA Staatschef Nicolás Maduro und weitere hochrangige Regierungsvertreter wegen Drogenhandels und Geldwäsche an. Die Justiz beschuldigt sie, seit mindestens 1999 einen Drogenhändlerring mit dem Namen „Kartell der Sonnen“ anzuführen.
- Nicolas Maduro, Präsident, wegen Zusammenarbeit mit kolumbianischen und mexikanischen Drogenkartellen sowie den Farc, US$ 15 Millionen. Mehrmals erhöht, im August 2025 auf 50 Millionen US-Dollar.[23]
- Diosdado Cabello, Präsident der Verfassunggebenden Versammlung und Chef der Sozialistischen Partei gilt als die zentrale Figur im „Kartell der Sonnen“, US$ 10 Millionen.
- Hugo Caraval, ehemaliger Chef des Militärgeheimdienstes und ehemaliger General, US$ 10 Millionen.
- Tareck El Aissami, frühere Vizepräsident und heutige Industrieminister, Summe unbekannt.
- Cliver Alcalá Cordones, früherer Generalmajor der Armee, stellte sich den US-Behörden am 27. März 2020 in Kolumbien.[24]

## Führung
Es gibt keinen „Stammbaum“ für eine so nebulöse Struktur wie die des Cartel de los Soles, nur eine Liste von Namen, die von dem OFAC veröffentlicht wurden, und viele Spekulationen. Es ist aber offensichtlich, dass alle wichtigen Zweige der Streitkräfte Venezuelas, die Nationalgarde, die Armee, die Marine und die Luftwaffe, Gruppen haben, die mit Drogen handeln. Während sie manchmal zusammenzuarbeiten scheinen, gibt es auch Hinweise, dass unter ihnen Rivalitäten herrschen, bis hin zum Diebstahl der Drogen, (eine Praxis, die als tumbes bekannt ist). Es gab Berichte über eine Drogenhandelsfraktion innerhalb der Armee, die sich aus Offizieren zusammensetzte, die an dem Putschversuch gegen Chavez von 1992 beteiligt waren, einer Gruppe, die informell als Cartel Bolivariano bekannt ist.

## Perspektiven
Obwohl die USA in den letzten Jahren versucht haben, Licht in die Aktivitäten des Kartells zu bringen, und sogar einige ihrer mutmaßlichen Mitglieder sanktioniert und beschuldigt haben, hat die venezolanische Regierung keine ernsthaften Ermittlungen jemals durchgeführt oder einer dieser Verdächtigen strafrechtlich verfolgt. In einigen Fällen wurden sogar Armeeoffiziere eher regelmäßig befördert, wenn sie am Drogenhandel beteiligt waren.
Es gibt Hinweise darauf, dass Angehörige der Armee in den letzten Jahren ihre Beteiligung am Drogenhandel vertieft haben. Von der Erleichterung des Drogenhandels bis zum direkten Drogenhandel. Angesichts der sich seit 2013 verschärfenden wirtschaftlichen und politischen Krise in Venezuela ist es wahrscheinlich, dass die Operationen des „Kartells der Sonnen“ ungehindert fortgesetzt werden und sich sogar ausweiten könnten.